# Pteryxia elrodii
Pteryxia elrodii là một loài thực vật có hoa trong họ Hoa tán. Loài này được (M.E. Jones) Rydb. miêu tả khoa học đầu tiên năm 1917.